# Veřejný statek
Veřejné statky jsou v ekonomii statky, které stát poskytuje k veřejnému užívání. Jejich opakem  jsou soukromé statky. Společné statky nemají konkurenční účinek na spotřebu, a proto nemohou být nabízeny na trhu zboží v tržní ekonomice. Několik ekonomických subjektů může užívat jedno společné zboží společně nebo nezávisle na sobě, aniž by se navzájem omezovaly nebo si překážely, protože stupeň vyloučení je "nulový". Protože vyloučení je často možné pouze za cenu velkých nákladů, vzniká problém free-rider.
Čistý veřejný statek je statek, který charakterizují:
- nedělitelnost spotřeby,
- nevylučitelnost ze spotřeby
- nulové mezní náklady na spotřebu každého dalšího spotřebitele.

Veřejné statky v širším slova smyslu, které nejsou čistě veřejnými statky (nekonkurenční, nevyloučitelné a úzce vymezené veřejné statky, např. zahraniční politika a obrana státu), ale jsou buď nekonkurenční, nebo nevyloučitelné, se označují jako kvazi veřejné statky. Nekonkurenční a nevyloučitelné statky se označují jako "klubové statky". Nevyloučitelné a konkurenční statky se označují jako "společné statky" (sdílené zdroje).
Pojem statek je jedním ze základních pojmů ekonomie, označuje předměty, jejichž spotřeba nebo používání přináší jejich uživatelům užitek. Statky dále můžeme dělit podle vzácnosti, vlivu spotřeby statku na užitek spotřebitele nebo třeba podle možnosti vyloučit ze spotřeby a rivality statku. Podle posledního kritéria rozlišujeme 4 druhy statků: soukromé, klubové, smíšené a právě veřejné. Pojem Veřejný statek je však velmi často chápán nesprávně. Lidé si totiž myslí, že veřejné statky jsou statky, které poskytuje veřejný sektor, což sice v drtivé většině případů může být pravda, ale nemusí to tak být vždy. Veřejné statky mohou být přístupné přirozeně (čistý vzduch a ostatní environmentální statky) nebo poskytované například nevládními organizacemi. Můžeme rozlišovat několik druhů veřejných statků, například globální (jsou rozšířeny po celém světě, např. knižní literatura, média, obrázky, videa nebo třeba různé znalosti), lokální (jsou poskytovány na lokální úrovni, např. veřejné ohňostroje), národní (jejich benefity užívají všichni obyvatelé státu, např. národní obrana) nebo digitální (zahrnují digitální obsah, který je lidem dostupný veřejně, např. veřejně přístupné softwary, data sety nebo AI modely).

## Nedělitelnost spotřeby
Nedělitelnost spotřeby veřejného statku znamená, že všichni potenciální spotřebitelé spotřebovávají tento statek společně a úroveň spotřeby jednoho spotřebitele nesnižuje spotřebu dalšího spotřebitele. U rivalitního statku spotřeba jedince nebo skupiny snižuje možnost spotřeby jiného člověka. Čistý veřejný statek je naopak všem spotřebitelům k dispozici jako celek, a proto jedince nelze z jeho spotřeby vyloučit. Tím je spotřeba veřejného statku nerivalitní.

## Nevylučitelnost ze spotřeby
Někdy je nevylučitelnost ze spotřeby čistého veřejného statku zapříčiněna technickou nemožností rozdělení jeho spotřeby mezi jednotlivými spotřebiteli (např. veřejné osvětlení). Někdy je vylučitelnost ze spotřeby technicky realizovatelná, vyloučení je však vždy neefektivní, neboť spotřeba jednoho spotřebitele nesnižuje spotřebu dalších spotřebitelů a proto mezní náklady na spotřebu tohoto statku jsou nulové.
|             | Vylučitelné                                       | Nevylučitelné                                         |
| ----------- | ------------------------------------------------- | ----------------------------------------------------- |
| Rivalitní   | Soukromé statky potraviny, oblečení, auta         | Smíšené statky ryby v moři, uhlí, plná silnice        |
| Nerivalitní | Klubové statky golfová hřiště, kina, satelitní TV | Veřejné statky vzduch, bezpečnost, pouliční osvětlení |

## Mezní náklady spotřeby
To, že mezní náklady spotřeby čistého veřejného statku jsou nulové, neznamená, že jsou nulové i jeho produkční náklady a to je jeden z faktů, který vyvolává problémy při financování produkce těchto statků. To, že je jejich spotřeba nedělitelná, nerivalitní, že nelze nikoho vyloučit ze spotřeby a že mezní náklady spotřeby jsou nulové je příčinou, proč soukromý sektor nemá zájem na jejich produkci (dochází k Selhání trhu). Užitky ze spotřeby těchto statků jsou tak rozptýlené mezi jednotlivými spotřebiteli, že žádný individuální výrobce nemá zájem na jejich výrobě. To, že spotřeba čistého veřejného statku je nerivalitní, umožňuje spotřebitelům neodhalovat své preference a nepodílet se na jejich produkčních nákladech (problém "černých pasažérů"). V důsledku specifiky spotřeby se tento statek vyskytuje v užitkových funkcích všech potenciálních spotřebitelů. Umožňuje to konstatovat, že čistý veřejný statek je nadán tzv. totální externalitou, což znamená, že čisté veřejné statky produkují automaticky pozitivní spotřební externality. Tvorba a distribuce čistého veřejného statku je zabezpečována zpravidla vládními aktivitami a financování se opírá o mechanismus zdanění.

## Poskytování veřejných statků
Veřejné statky pro spotřebitele nenesou žádnou cenu, a proto přestává fungovat tržní proces, který normálně alokuje zdroje. Soukromým komerčním společnostem se často nevyplatí produkovat veřejné statky, neboť nemohou ze spotřeby vyloučit lidi, kteří se vyhýbají placení (Problém černého pasažéra). Veřejné statky tak musí poskytovat vláda, která je může financovat z daní obyvatel. Tyto statky pak mohou být buďto veřejně poskytované (stát statky poskytuje) nebo veřejně financované (stát za poskytování statků platí soukromé firmě). V každé zemi jsou však veřejné statky poskytované alespoň částečně i soukromě skrze charitativní a neziskové organizace. 

## Historie pojmu
Jako první definoval pojem veřejný statek Paul A. Samuelson a to v roce 1954 v článku „The Pure Theory of Public Expenditure“, který byl uveřejněn v Review of Economics and Statistics. V něm říká, že jde o statky, ze kterých všichni čerpají užitek a zároveň spotřebou tohoto statku neomezují spotřebu ostatních. Podle Samuelsona právě tyto vlastnosti odlišují veřejný statek od statku soukromého. V roce 1989 pak ve své učebnici ekonomie uvádí poněkud podrobnější definici veřejného statku. Zde mluví o statcích, které mohou být využívány všemi bez navýšení nákladů, které jsou spojeny s poskytnutím těchto statků jednotlivci, jejich výhody jsou nedělitelné a není možné vyloučit lidi z možnosti využívat je. Joseph E. Stiglitz považuje za základní definiční znaky nulové marginální náklady na dodatečnou jednotku spotřeby a obtížnost vyloučit jednotlivce z využívání veřejného statku. Z druhého znaku pak vychází Problém černého pasažéra. Podobně definuje veřejný statek i Hyman, avšak relativně více dbá na vztah mezi nerivalitou a nevylučitelností, kterou chápe tak, že nelze vybírat cenu za jednotku veřejného statku. 

## Příklady veřejných statků
- Veřejný ohňostroj
- Čistý vzduch a ostatní environmentální statky (např. národní parky)
- Informace (např. oficiální statistiky dostupné na internetu)
- Otevřený software
- Veřejná televize a rozhlas
- Vynálezy
- Kolektivní imunita
- Wikipedie
- národní obrana a hasičská služba
- pouliční osvětlení
- protipovodňová ochrana

### Konkrétní popsané příklady
Pouliční osvětlení je veřejným statkem, protože všichni občané sdílejí prospěch z veřejného osvětlení a zároveň nikdo nemůže spotřebovat světlo pouliční lampy tak, aby to omezilo v používání ostatní občany. Nikdo také nemůže být vyloučen ze sledování osvětlení na veřejných prostranstvích.
Vzduch je veřejným statkem, protože nikdo nemůže spotřebovat tolik vzduchu, aby to v dýchání omezilo někoho jiného, všichni občané mají ke vzduchu přístup a nikomu nemůže být upřena možnost dýchat.
Národní obrana je typickým veřejným statkem, nikdo nemůže být vyloučen z ochrany armády, neboť chrání celý stát, a spotřeba služeb armády jedním občanem v žádném případě neovlivní možnost spotřeby jiného občana.

## Druhy statků
Soukromé statky, neboli privátní statky, jsou statky, jejichž spotřeba jedním spotřebitelem snižuje dostupné množství statku pro ostatní spotřebitele, zároveň je možné vyloučit jakéhokoli spotřebitele ze spotřeby z hlediska nákladů. Tento typ statku je efektivně poskytován soukromým sektorem. Příkladem soukromých statků je spotřební zboží jako jsou potraviny, oblečení nebo auta.
Klubové statky jsou statky, které se pohybují na rozhraní soukromých a veřejných statků. Spotřeba tohoto statku jedním spotřebitelem nesnižuje množství statku pro ostatní spotřebitele a zároveň je možné vyloučit jakéhokoli spotřebitele ze spotřeby z hlediska nákladů. Příklady klubových statků jsou golfová hřiště, kina, satelitní televize nebo obecně služby poskytované společenskými nebo náboženskými spolky a kluby jejím členům.
Smíšené statky jsou statky, jejichž spotřeba jedním spotřebitelem snižuje dostupné množství statku pro ostatní spotřebitele a z hlediska nákladů není možné vyloučit jakéhokoli spotřebitele ze spotřeby. Příkladem mohou být ryby v moři, uhlí nebo plná silnice. Pro tento statek je typické snížení kvality spotřeby při překročení určité úrovně kvantity spotřeby (může vézt k tzv. tragédii obecní pastviny).

## Lindahlova daň
Lindahlova daň je forma zdanění s kterou přišel v roce 1919 švédský ekonom Erik Lindahl. V této koncepci jednotlivci platí za veřejné statky podle svých mezních přínosů, tedy podle užitku, který jim přináší spotřeba dodatečné jednotky veřejného statku. Lindahlovo zdanění je navrženo tak, aby poskytovalo optimální úroveň veřejného statku. Optimální úroveň veřejného statku je takové množství, při kterém se ochota zaplatit za další jednotku statku v souhrnu za všechny jednotlivce rovná mezním nákladům na poskytování tohoto statku. Lindahlova daň je tedy optimální množství statku vynásobené ochotou zaplatit za další jednotku tohoto statku při tomto množství.
Lindahlovo stanovení cen a zdanění však vyžaduje znalost poptávkových funkcí pro každého jednotlivce, které není v reálném světě jednoduché získat. Ale i kdyby byly spotřebitelské preference známé, spotřebitelé si nemusí být vědomi svých preferencí pro daný veřejný statek, ani toho, jakou hodnotu mu přisuzují na základě toho, zda, jak moc nebo jak často by ho využívali. Zároveň preference spotřebitelů v průběhu času nemusí být stabilní na individuální úrovni ani v souhrnu. Odhady křivek spotřebitelské poptávky je pak nutné průběžně aktualizovat, aby bylo možné upravit jak celkové množství každého vyrobeného veřejného statku, tak sazbu účtovanou každému jednotlivci. Teoreticky tedy vede Lindahlovo stanovení cen a zdanění k efektivnímu poskytování veřejných statků, avšak v praxi je obtížně proveditelné.

## Problém černého pasažéra
Černý pasažér je člověk, který získá požitky z nějakého statku, ale vyhne se jeho placení. Příkladem může být ohňostroj pořádaný městem. Jedná se o veřejný statek, protože nelze nikoho vyloučit ze sledování ohňostroje, ani se nesnižuje možnost jednoho člověka sledovat ho, když se na něj dívá někdo jiný. Existují tak i lidé, co si za ohňostroj nezaplatí, přestože ho sledují. Tento problém je také velmi dobře viditelný na úrovni státu, ve kterém ne všichni přispívají do daňového systému, ale téměř všichni využívají některé veřejné statky (obrana, vnitřní bezpečnost, infrastruktura).